# Modlivý důl (Svojkov)

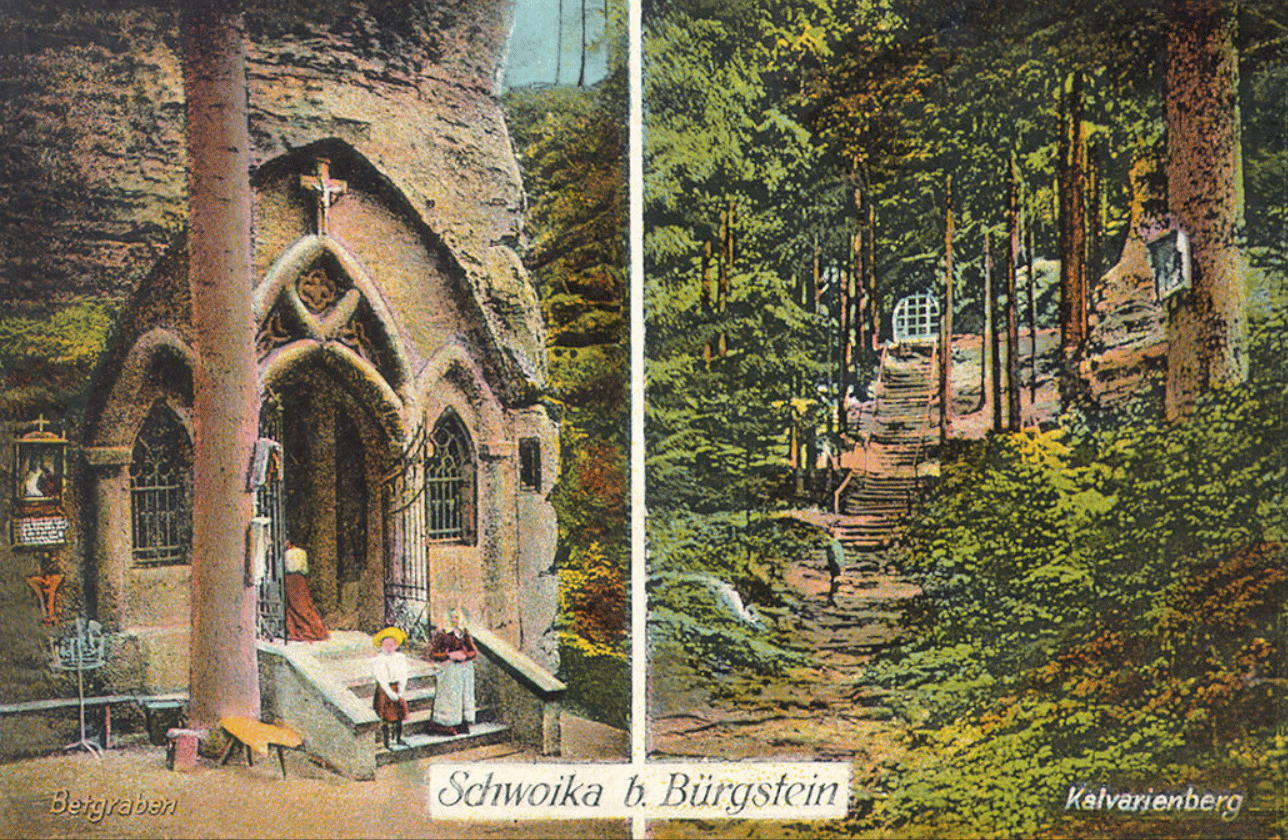
Historická pohlednice (kolem roku 1915): průčelí skalní kaple (upravené v roce 1836) a skalní výklenek – oratorium

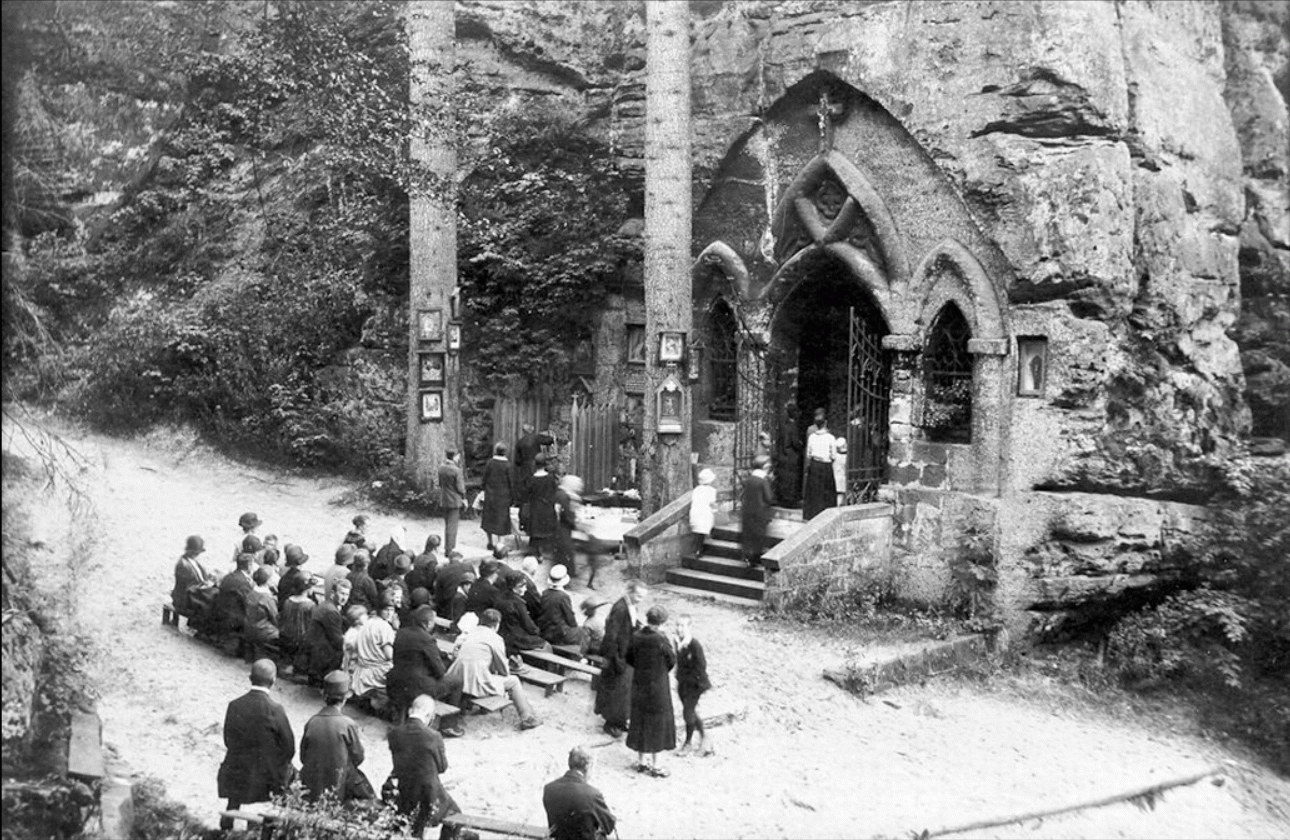
Historická pohlednice (kolem roku 1914): průběh bohoslužby ve skalní kapli

Modlivý důl je poutní místo se skalní kaplí u obce Svojkov na Českolipsku, je i zalesněným údolím s mnoha pískovcovými skálami na jihozápadní straně kopce Slavíček. Skalní kaple je chráněna jako kulturní památka České republiky.

## Popis lokality
Na severovýchod 12 km od okresního města Česká Lípa mezi obcemi Sloup v Čechách a Svojkov je jeden z kopců severní části Ralské pahorkatiny Slavíček vysoký 538 m n. m. Kopec je na katastru č. 750 654 obce Sloup v Čechách, je zalesněný a vede na něj vyznačená odbočka z turistické trasy. Jižně od něj je kopec Tisový vrch (540 m n. m.). Oba jsou odděleny údolím – Modlivým dolem, jehož JZ nižší konec začíná v obci Svojkov. Celý důl (údolí) patří do katastru č. 761 214 obce Svojkov. Mezi Modlivým dolem a Slavíčkem je výše v terénu sedlo zvané Sedlo pod Slavíčkem. Pod oběma vrcholy je celá skupina pískovcových Svojkovských skal vč. věží (např. Českolipská či Novoborská věž), využívaných horolezci.

## Historie
Dříve se údolí jmenovalo Smolný důl (Pechgraben), protože zde uhlíři měli své milíře a smolné pece, v nichž vařili kolomaz.
Protože se o dole tradovalo několik pochmurných pověstí (motivem byla láska a smrt), čeledín ze statku v roce 1704 pověsil v údolí obrázek Panny Marie a Ježíše. V roce 1760 pomocník sládka ze svojkovského pivovaru Metzer zde pověsil obrázek nový, vysvěcený.. Místo začali navštěvovat pocestní a začali šířit pověsti o zázracích. Roku 1772 zbožná hraběnka Cervelliová (paní Czerwelli ze Svojkova) nechala postavit dřevěnou kapličku a do ní pověsit proslulý obrázek. Už téhož roku sem bylo vypraveno z České Lípy první procesí. Koncem 18. století tuto původní kapličku nechala hraběnka Alžběta Kinská nahradit kapličkou vytesanou ve skále. Práci provedli zedník Josef Sacher ze Svojkova.
Církev procesí ke kapli odmítala jako modlářství, díky faráři ve Sloupu, který nelibě nesl, že mu věřící občas místo do kostela chodili do lesa, byly odstraňovány lístečky modlících se prosebníků a další výzdoba. Biskupská konzistoř v Litoměřicích dokonce roku 1806 nařídila odstranit z kaple sochy Ježíše a Panny Marie. Obě sochy však zmizely a za nějakou dobu se našly ukryté v jedné z odlehlých roklí. Následně byly přeneseny v roce 1807 do kostela ve Sloupu. Proto na čas velká procesí do dolu ustala. Až morová epidemie podnítila roku 1832 konání nového procesí na tato místa. V roce 1836 sochař Antonín Wagner ze Sloupu v kapli upravil průčelí do gotické podoby, do kaple byl umístěn obraz Panny Marie od Eugenie Hauptmann – Sommerové. Kolem kaple byly zavěšeny svaté obrázky. Další velké procesí z České Lípy při moru bylo zaznamenáno roku 1850. Pomodlit se sem jezdíval v letech 1840 až 1850 i excísař Ferdinand V. Dobrotivý ze svého zámku v nedalekých Zákupech. Koncem 19. století byla kaple zasvěcena Panně Marii Lourdské a roku 1903 na pokyn hraběnky Kinské upravena jako lourdská jeskyně. Ze Svojkova od myslivny byla upravena křížová cesta.
Během II. světové války a v letech po ní bylo poutní místo vč. křížové cesty poničeno, mnoho věcí se ztratilo. V roce 2001 byla na oltář dodána a vysvěcena nová socha Panny Marie na místo původní ukradené. Dnes je součástí areálu i křížová cesta s kopiemi původních obrazů, která byla obnovena  díky iniciativě místních obyvatel roku 2016.
V posledních letech se každého 1. května k zahájení mariánského měsíce zde koná mše svatá. Několikrát ji celebroval biskup Josef Koukl.
Na skále naproti kapli byl založen malý horolezecký hřbitov, kde jsou dvě jména. Okolní skály jsou častým cílem horolezců.

## Více o dole
Na konci rokle bylo postaveno dlouhé schodiště k oratoriu, což byl upravený výklenek ve skále se skalní plastikou ukřižování. Zhotovil ji sochař Josef Max starší ze Sloupu. Plastika se nezachovala. Na počátku údolí u Svojkova byl na počátku křížové cesty postaven kříž. U něj je odbočka k Svojkovským skalám a na ní je upravená tůňka Pramen u Strážce.
Roklí – dolem vedou turisticky značené cesty, kterými se lze dostat i na vrchol kopce Slavíček. Mimo mezinárodní dálkové červené E10 a sloupské okružní přes celý důl až k Záhořínské rokli vede ze Zákup 11 km dlouhá turistická značená trasa 3953.

## Fotogalerie

Modlivý důl u Svojkova
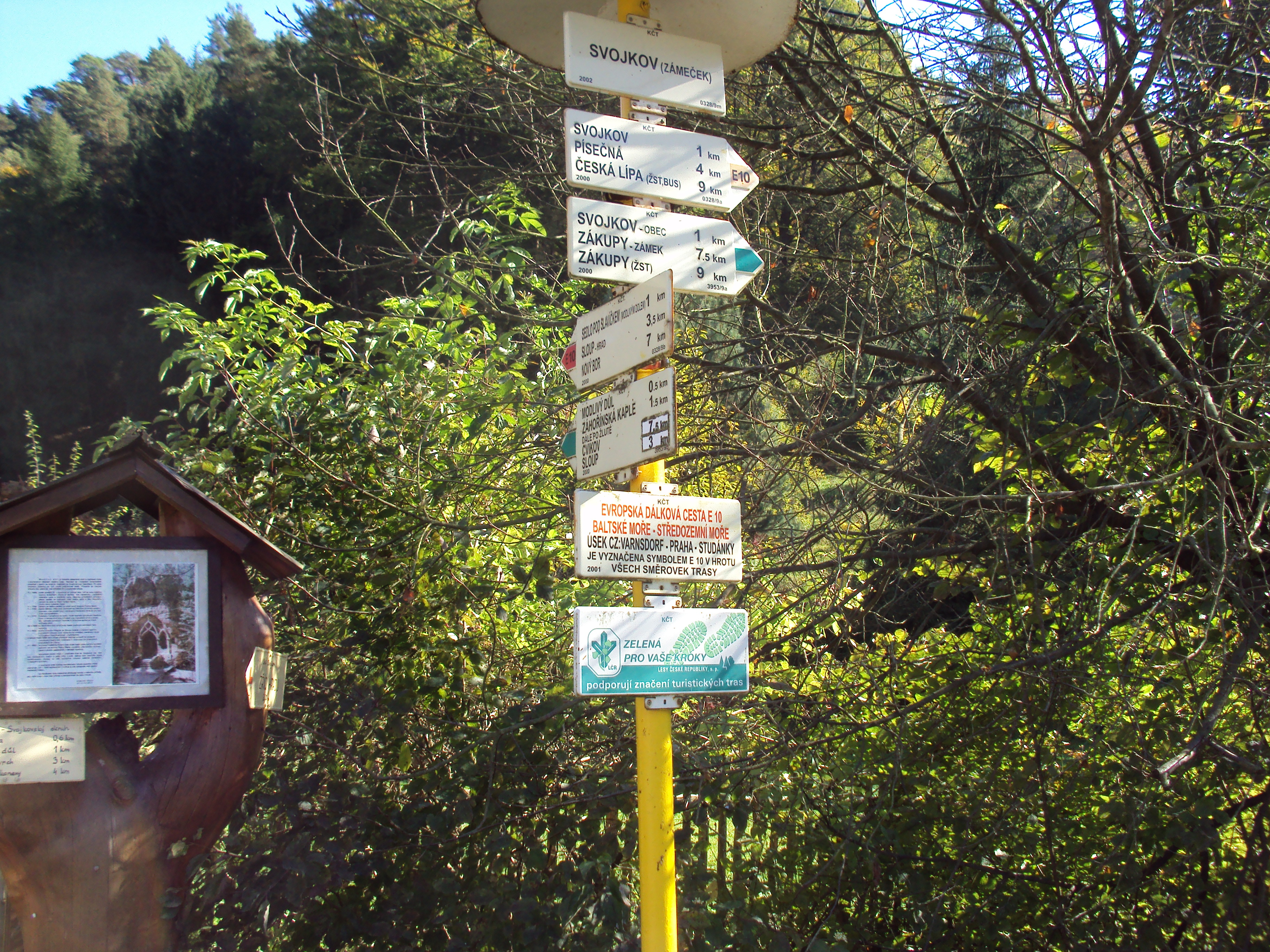
Rozcestník na vstupu do Modlivého dolu od Svojkova
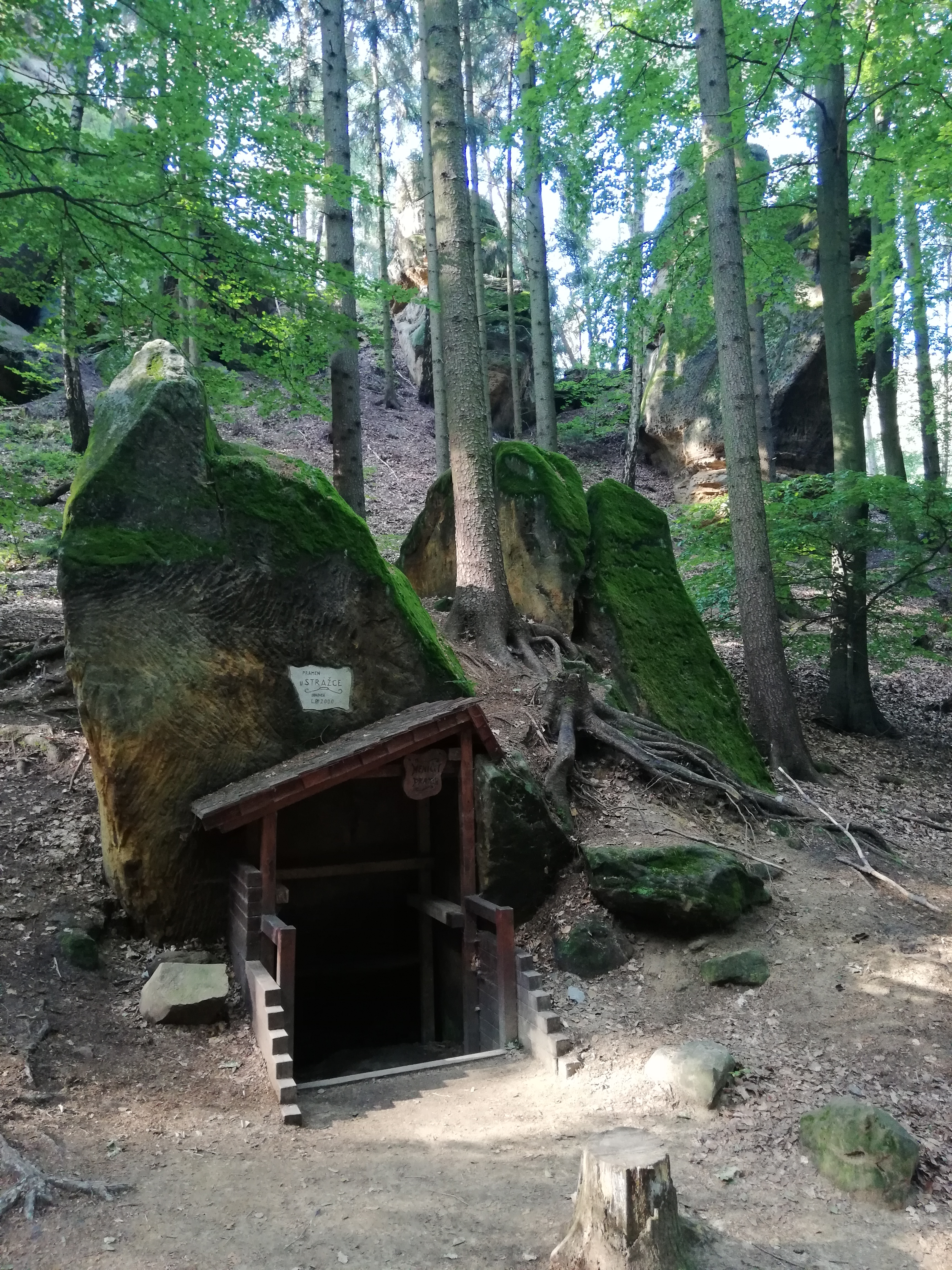
Pramen „u Strážce“ na začátku dolu
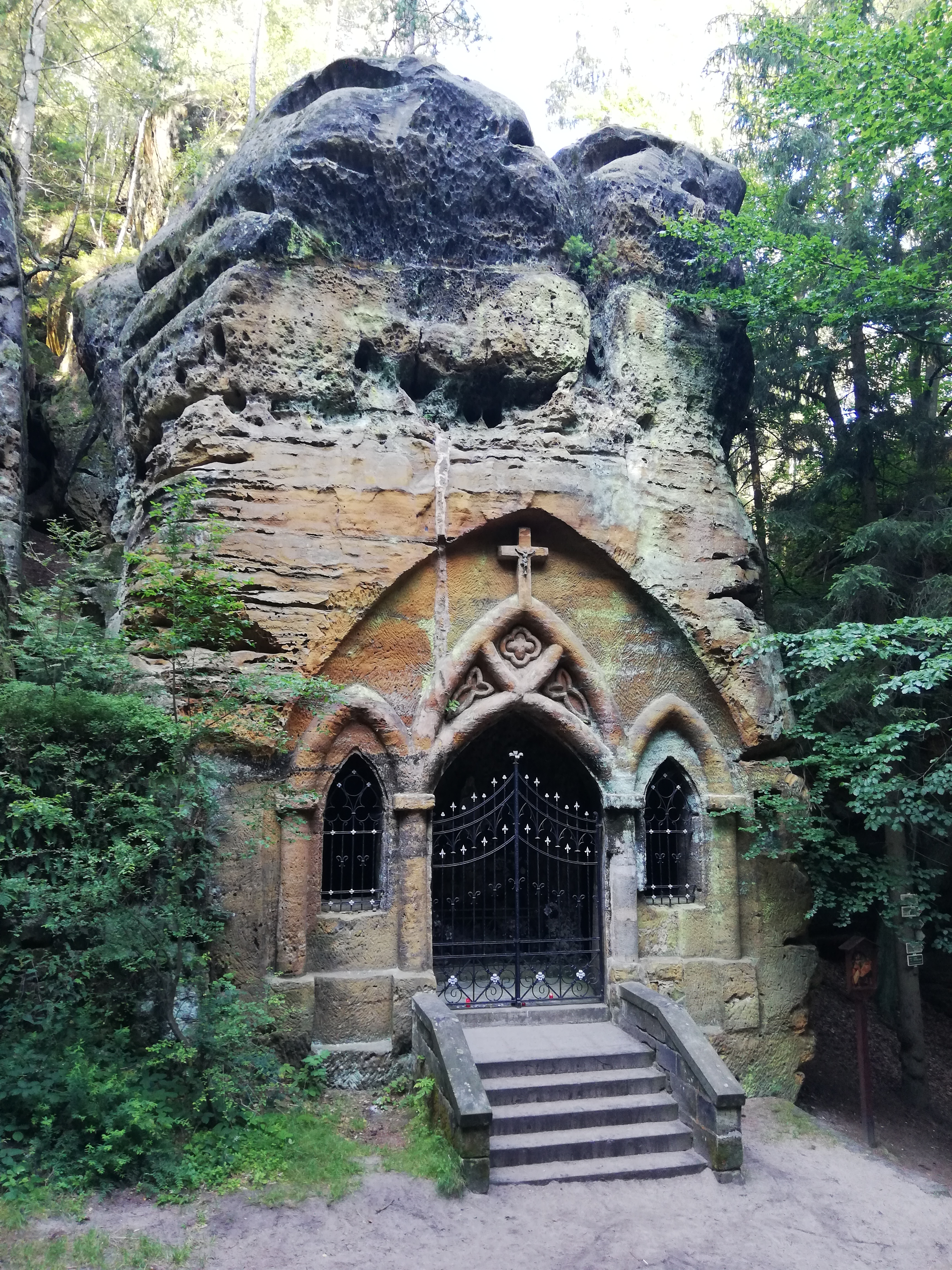
Skalní kaple zasvěcená Panně Marii Lourdské
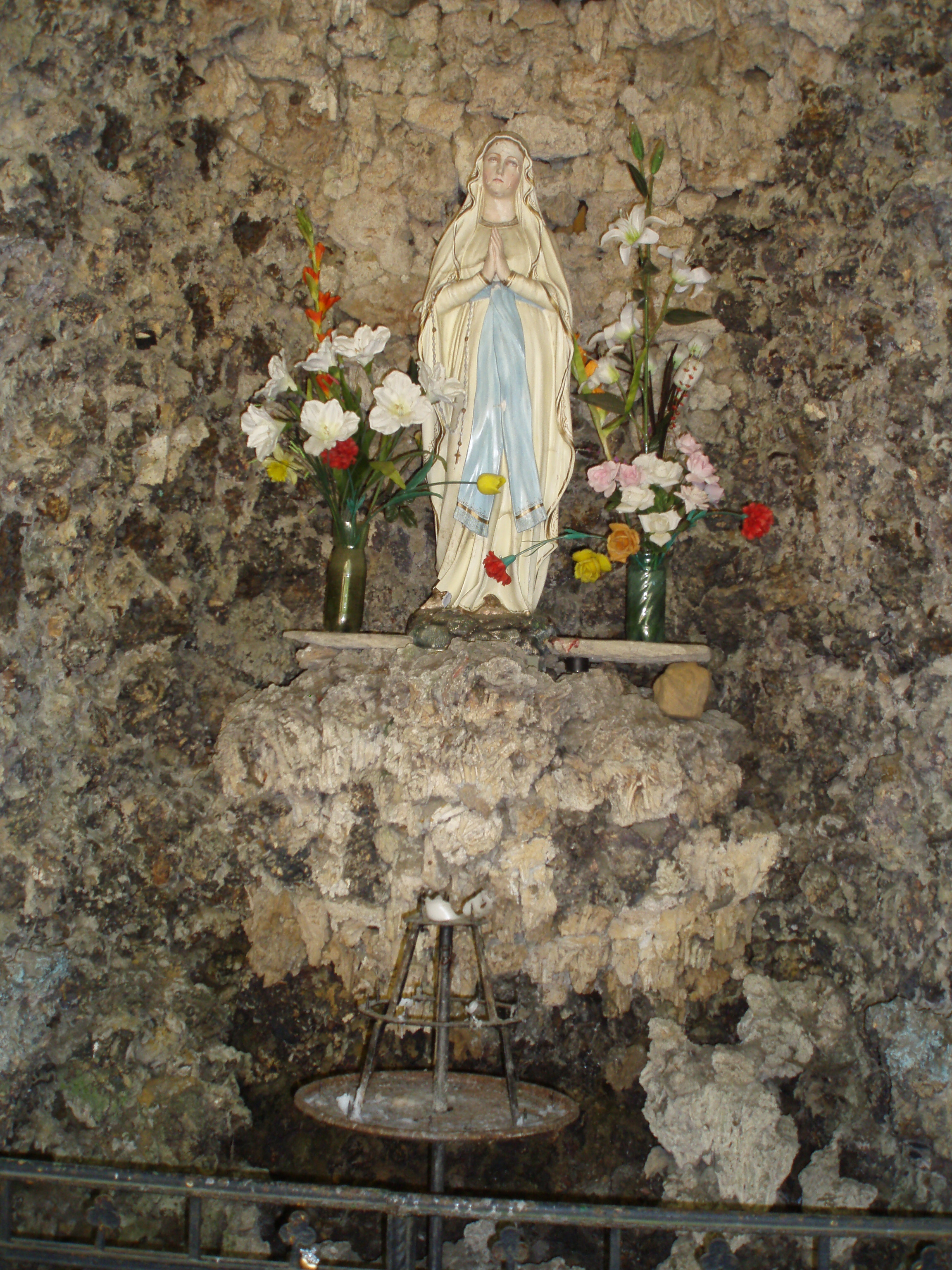
Socha Panny Marie Lourdské v kapli
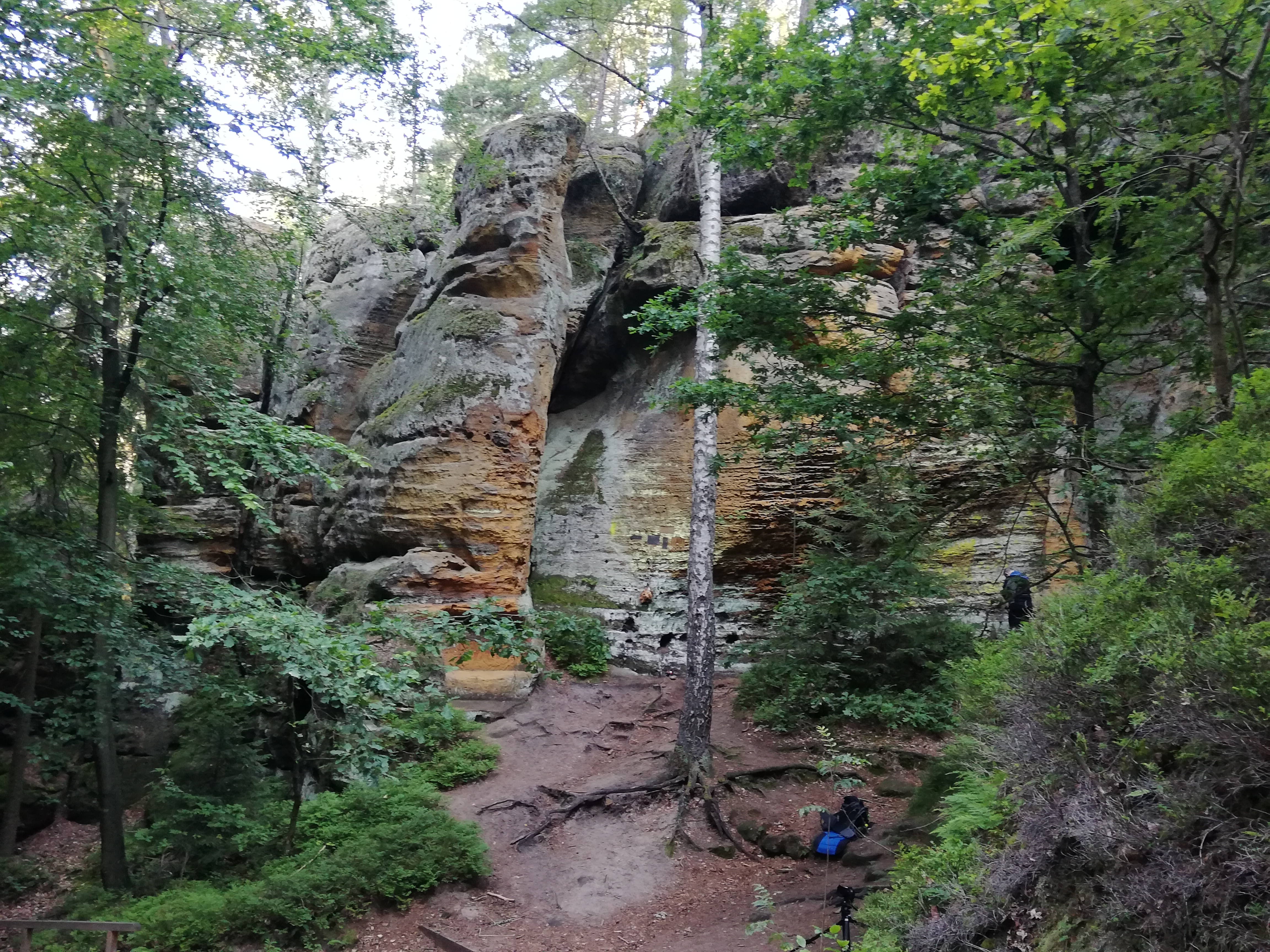
Skála proti kapli – symbolický hřbitov horolezců
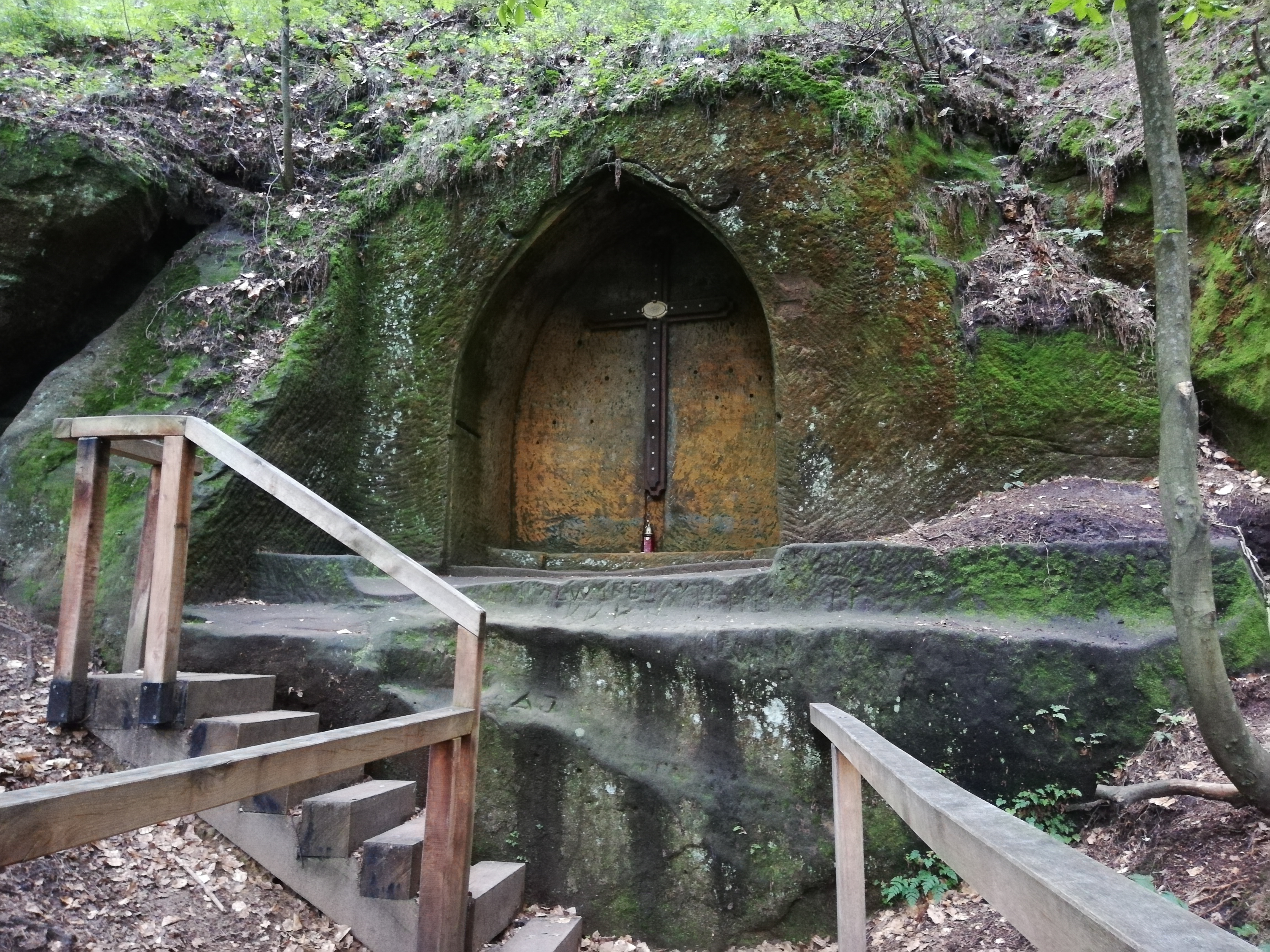
Oratorium v závěru Modlivého dolu